# Аустралијски староседеоци
Аустралијски староседеоци (домородачки народи Аустралије сматрају увредљивим термин Абориџини, који се често користи за скупно именовање свих Аустралијских староседелаца) насељавају свој континент најмање 30.000 година (од 40.000 до 60.000 година). Према мишљењима научника на континент су се населили још у време последњег Леденог доба. Тада су велика острва Нова Гвинеја и Борнео били већи него данас, а морски пролаз између њих и Аустралије много ужи. Сумња се да су преци данашњих аустралијских домородаца у Аустралију дошли из тих подручја. Премда данашњи Папуанци и суседни Меланежани имају црну пут попут Аустралијанаца, физичке разлике су ипак очите, и на први поглед лако их је разликовати. Типови културе су такође различити, но они могу настати услед различитих климатско-географских услова. Језично су се ови народи раније класификовани у аустралијску породицу (енгл. Indigenous Australian languages). Данас је познато 28 породица језика и језичких изолата, од којих је најзначајнија пама-њунганска породица језика.

## Историја
Преци Абориџина су на подручје Аустралије доспели из југоисточне Азије дошавши пре више од 30.000 година, с једног острва на друго. Верује се да су донели пса дингоа у Аустралију. Због својих специфичних телесних карактеристика и тамносмеђе боје коже, сврстани су у посебну расну групу (Аустралоиди). Пре доласка Европљана живели су као у камено доба, живећи од лова, бобица и плодова. Живели су у групама од 25 до 300 људи.
Непознато је колико је Абориџина живело на територији Аустралије уочи доласка Европљана. Многи историчари прихватају да их је било око 300.000. Међутим, због дуготрајног контакта са развијенијом европском цивилизацијом, њихов број је нагло опао. Абориџине су европски колонисти (досељеници са Британских острва) убијали, смештали са вековних огњишта, покрштавали и смештали у резервате, али су велике падове абориџинске популације такође проузроковале разне епидемије средином 19. века.
Средином 20. века остало их је око 106.000, од чега је 40.000 сачувало расну чистоту, док је остатак измешан са европским досељеницима. Међутим, због промењеног односа државе према њима, њихова популација расте, тако да данас Абориџини чине око 2,8% (650.000) становништва Аустралије.

## Друштвена организација и систем сродства
Домороци Аустралије подељени су на више стотина племена, говорило се око 600 језика. Некада их је било много више него данас, многи су нестали или су асимилирани у савремено аустралијско друштво. Свако њихово племе говорило је властитим језиком, а и разне локалне групе су вероватно развиле посебне дијалекте. Домороци су били организовани по малим бандама или породичним групама. Свака је имала вођу, обично старијег искуснијег мушкарца. Њихове социјалне породице састојале су се од очевог оца и често од његовог брата или браће, они се по њиховом систему сродства такође називају 'очев отац'; његове жене или жена; оца; и можда његове браће (то су ујаци). Отац се у њиховој терминологији често назива 'дететов отац'. Вођа овакве групе одлучује где ће се и када поставити логор, односно кренути даље, и у ком смеру. Требало је да вође добро познају племенску територију, где има воде, где се и када може нешто уловити или пронаћи за храну. Омладина је била подвргавана иницијацијама, често веома захтевним операцијама као што су субинцизија, клиторидектомија, па чак и одсецање једног тестиса. Сва њихова племена, осим племена Бад имала су тотемске кланове. Кланови су били подељени унутар две женидбене класе

## Обичаји
Домороци се баве ловом и сакупљањем. Копље и бумеранг били су њихово главно оружје. Обални домороци сакупљали су мекушце, као шкољке и ракове. У пустињским пределима хватали су животиње, птице и разне рептиле. Сва ловина коју је ловац ухватио делила се са читавом групом. Храна се припремала над отвореном ватром. Сакупљање биља и семења такође је било значајно. Попут калифорнијских племена, и Абориџини су знали да млевењем неког семења произведу брашно.
Неки логори ових домородаца могли су да имају 6-10 особа, а било их је чак до 400. Њихове колибе од коре дрвета познате су под именом 'гунуах'. Количина хране без сумње је утицала на величину логора. Сваки дан чланови банде одлазе из логора у потрагу за храном, да би се затим враћали назад и делили је са осталим члановима. Главна свечаност позната је под именом corroboree, а музички инструменти didgeridoo, штапићи за ударање и звечке. Веровали су и у реинкарнацију. Након смрти душа се поновно враћа на земљу у облику неке животиње.

## Број аустралијских староседелаца (АбориџинаиОстрвљана Торесовог мореуза) (2016)
- Нови јужни Велс 208.476
- Квинсленд 188.954
- Западна Аустралија 88.270
- Северна територија 68.850
- Викторија 47.333
- Јужна Аустралија 37.408
- Тасманија 24.165
- Аустралијска престоничка територија 6.160